# Pump It
Pump It is een nummer van de Amerikaanse groep The Black Eyed Peas. Het is de vierde single van het album Monkey Business. Hoewel de eerste 3 singles werden verkozen tot Alarmschijf werd Pump It niet verkozen. Het nummer stond 1 week op nummer 1 in de Vlaamse Ultratop 50.
De melodie van het nummer is gecoverd van de Griekse traditional Misirlou, voor velen beter bekend dankzij de surfrockversie van Dick Dale die werd gebruikt als intro voor de film Pulp Fiction van Quentin Tarantino.

## Hitlijsten
| Pump It in de Nederlandse Top 40 binnen: 11 maart 2006 | Pump It in de Nederlandse Top 40 binnen: 11 maart 2006 | Pump It in de Nederlandse Top 40 binnen: 11 maart 2006 | Pump It in de Nederlandse Top 40 binnen: 11 maart 2006 | Pump It in de Nederlandse Top 40 binnen: 11 maart 2006 | Pump It in de Nederlandse Top 40 binnen: 11 maart 2006 | Pump It in de Nederlandse Top 40 binnen: 11 maart 2006 | Pump It in de Nederlandse Top 40 binnen: 11 maart 2006 | Pump It in de Nederlandse Top 40 binnen: 11 maart 2006 | Pump It in de Nederlandse Top 40 binnen: 11 maart 2006 | Pump It in de Nederlandse Top 40 binnen: 11 maart 2006 | Pump It in de Nederlandse Top 40 binnen: 11 maart 2006 |
| Week                                                   | 1                                                      | 2                                                      | 3                                                      | 4                                                      | 5                                                      | 6                                                      | 7                                                      | 8                                                      | 9                                                      | 10                                                     | 11                                                     |
| ------------------------------------------------------ | ------------------------------------------------------ | ------------------------------------------------------ | ------------------------------------------------------ | ------------------------------------------------------ | ------------------------------------------------------ | ------------------------------------------------------ | ------------------------------------------------------ | ------------------------------------------------------ | ------------------------------------------------------ | ------------------------------------------------------ | ------------------------------------------------------ |
| Positie                                                | 34                                                     | 20                                                     | 18                                                     | 17                                                     | 15                                                     | 16                                                     | 19                                                     | 23                                                     | 30                                                     | 36                                                     | Uit                                                    |

Will.i.am · Apl.de.ap · Taboo · Fergie